# Endotricha aculeatalis
Endotricha aculeatalis är en fjärilsart som beskrevs av Inoue 1982. Endotricha aculeatalis ingår i släktet Endotricha och familjen mott. Inga underarter finns listade i Catalogue of Life.